# IRS1
IRS1（insulin receptor substrate 1、インスリン受容体基質1）は、シグナル伝達のアダプタータンパク質であり、ヒトではIRS1遺伝子にコードされている。131 kDaのタンパク質で、1242残基のアミノ酸から構成される。N末端に1つのプレクストリン相同ドメインとその40残基程度下流にPTBドメインが存在し、保存性の低いC末端のテールがそれに続いている。IRS2、IRS3（偽遺伝子）、IRS4とともにキイロショウジョウバエの chico に相同であり、chicoの破壊によってハエの中間寿命は48%延びる。同様にIrs1に変異を持つマウスでは、中等度の寿命の延長と、加齢と関連した病理の遅れがみられる。

## 機能
IRS1は、インスリン受容体やIGF-1受容体からのシグナルを細胞内のPI3K/Akt経路やErkMAPK経路へ伝達する重要な役割を果たす。細胞外リガンドの結合に伴ってインスリン受容体やIGF-1受容体のチロシン残基がリン酸化され、それによって受容体の細胞質領域へIRS1がPTBドメインを介して結合する。IRS1自身も複数のチロシン残基が受容体によってリン酸化され、PI3K、Grb2/Sos複合体、SHP2といったSH2ドメインを持つタンパク質の結合部位が形成される。PI3KはPIP3を産生し、Aktキナーゼを呼び寄せる。さらにAktキナーゼはスレオニン308番残基のリン酸化によって活性化される。このリン酸化はIRS1を欠損した組織では起こらない。このカスケードの結果、グルコースの取り込みが行われる。Grb2/Sos複合体はRasのグアニンヌクレオチド交換因子としても知られ、ERK1/2の活性化をもたらす。IRS1によるシグナル伝達は、一部の組織ではSHP2によって阻害される。
IRS1は複数のセリンやスレオニン残基もリン酸化され、これらはインスリンシグナルを正にも負にも制御する。リン酸化部位の大部分はタンパク質のC末端領域に位置する。C末端のテールは構造を持たないため、IRS1のリン酸化による調節機構はいまだ不明点が多い。TNFαはインスリン抵抗性と複数部位のセリン/スレオニンのリン酸化を引き起こすことが示されている。リン酸化によってIRS1とインスリン受容体の膜近接ドメインペプチドとの相互作用が妨げられ、IRS1は不活性状態となる。
IRS1は代謝と成長促進経路の双方で重要な生物学的役割を果たす。IRS1を欠損したマウスは軽度の糖尿病の表現型を示すだけでなく、明らかな成長障害がみられる。IRS1のノックアウトマウスの体重は正常なマウスの50%程度にしか達しない。

## 調節
細胞内のIRS1タンパク質のレベルはE3ユビキチンリガーゼであるCullin7によって調節されており、IRS1はユビキチンを介したプロテアソームによる分解の標的となっている。脂肪酸、TNFα、AMPKといったさまざまな分子によってIRS1のさまざまな位置のセリンがリン酸化される。これらはタンパク質に異なる影響を及ぼすが、その多くは細胞内での再局在化や立体構造の変化を伴う。これらの過程はインスリン受容体によるチロシンのリン酸化を低下させ、PI3Kのリクルートが低下する。また、これらの機構によってIRS1の分解とインスリン抵抗性が促進される。他の阻害経路としてはSOCSタンパク質によるものやIRS1のO結合型グリコシル化がある。SOCSタンパク質はインスリン受容体に結合してIRS1のリン酸化を阻害し、インスリンシグナルを減弱させる。SOCSはJAKにも結合し、その後IRS1のチロシンリン酸化の減少を引き起こす。高血糖症によるインスリン抵抗性となっている間、グルコースはヘキソサミン型代謝産物であるUDP-GlcNAcとして組織に蓄積する。この代謝産物が大量に存在すると、タンパク質のO結合型GlcNAc修飾が引き起こされる。IRS1はこの修飾を受けて機能が抑圧される。

## 相互作用
IRS1は次に挙げる因子と相互作用することが示されている。
- Bcl-2[12]
- GRB2[13][14][15]
- INSR[16][17]
- IGF1R[18][19][20]
- JAK1（英語版）[21][22]
- JAK2（英語版）[21][23]
- MAPK8（英語版）[16][24]
- PI3KR1（英語版）[14][25][26][27]
- PI3KR3（英語版）[28][29]
- PTK2[30]
- PTPN11[31][32]
- PTPN1（英語版）[33][34]
- YWHAE（英語版）[35]

## がんにおける役割
シグナル伝達のアダプタータンパク質であるIRS1はさまざまなシグナル伝達カスケードを統合することができ、そこからがんの進行における役割が示唆される。IRS1は、大腸がん、肺がん、前立腺がん、乳がんを含むさまざまなタイプのがんに関与していることが知られている。IRS1はインスリン受容体、IGF-1受容体や他のサイトカイン受容体からのシグナルを統合する。β-カテニンによって誘導された細胞ではIRS1のレベルが上昇しており、TCF/LEF-β-カテニン複合体が直接IRS1を調節するという証拠がいくつか存在する。IRS1は、APC（Adenomatous polyposis coli）に変異を持つ細胞で腫瘍表現型の維持に必要であり、β-カテニンが異所性発現している細胞の形質転換にも必要である。IRS1のドミナントネガティブ（優性阻害）型の変異体はがん抑制因子として機能し、一方IRS1の異所性発現は腫瘍形成性の形質転換を促進する。IRS1は大腸がんにおいて、β-カテニン、c-Myc、インスリン受容体β鎖、IGF-1受容体とともにレベルが上昇している。IRS1は大腸がんの肝臓への転移を促進する。クリプトの幹細胞のアポトーシスの低下は結腸がんのリスクと関連している。Apcの遺伝子に変異を持つApc(min/+)マウスでは、IRS1の発現低下によってクリプトでの放射線誘導性アポトーシスが増加する。IRS1が部分的に(+/-)または完全に(-/-)欠損したApc(min/+)マウスは、IRS1(+/+)/Apc(min/+)マウスと比較して腫瘍が減少した。
肺腺がん細胞株であるA549では、IRS1の過剰発現によって成長が低下する。近年では、腫瘍浸潤性好中球が腫瘍の成長と浸潤性を調節していると考えられている。好中球エラスターゼはがん細胞のエンドソーム画分へアクセスし、IRS1を分解することが示されている。IRS1の分解はマウスとヒトの腺がんにおいて細胞増殖を誘導する。IRS1の除去は下流のPI3Kを介したシグナル伝達を変化させ、血小板由来成長因子受容体（PDGFR）との相互作用を増加させる。このように、IRS1は肺腺がんにおけるPI3Kの主要な調節因子として機能する。
IRS1の肝細胞がんにおける役割についても、いくつかの証拠が存在する。ラットモデルでは、IRS1の局所的な過剰発現は肝細胞がん発症の初期のイベントと関連している。前がん病変から肝細胞がんへの進行の間にIRSの発現は徐々に低下し、これは悪性腫瘍表現型への代謝シフトの特徴となっている。IRS1とB型肝炎ウイルスのタンパク質HBxを共発現するトランスジェニックマウスでは、肝細胞がんの発症へとつながる肝細胞の異形成がより高率で見られる。IRS1とHBxは単独では肝臓で腫瘍性の変化を誘導するのに不十分であるが、共発現によってインスリン/IRS1/MAPKカスケードとWnt/β-カテニンカスケードを活性化して肝細胞がんへの転換を引き起こす。
前立腺がん細胞株であるLNCaPは、IRS1が細胞内で異所性発現しているとき、IGF-1非依存的機構によって細胞接着を増加させ、細胞の移動性を低下させる。これらの効果はPI3Kに媒介される。PI3KによるIRS1タンパク質のセリン612番残基の非典型的なリン酸化は、LNCaPにおけるAkt/PKB経路の過剰な活性化によるものである。リン酸化されたIRS1はインテグリンα5β1と相互作用し、IGF-1依存的機構に対抗して細胞の移動性を低下させる。LNCaP細胞におけるIRS1の発現欠損とPTENの変異は転移を促進する。前立腺がんへのIRS1の関与についての生体外での研究は曖昧な結果を示している。骨転移した前立腺がんの骨髄生検では、12件のうち3件でIGF-1受容体とIRS1のダウンレギュレーション、PTENの大きな減少がみられたが、大部分の腫瘍では転移性への進行の間もIRS1とIGF-1受容体を発現し続けていた。
IRS1は乳がんの進行と転移にも機能的役割を担っている。上皮乳がん細胞MCF-7におけるPTENの過剰発現は、MAPK経路を阻害することで細胞成長を阻害する。IRS1/Grb-2/Sos経路を介したERKのリン酸化はPTENのホスファターゼ活性によって阻害され、PTENはMAPK活性化非依存的にIRS1へ影響を与えることなない。PTENの異所性発現しているMCF-7では、IRS1のリン酸化の違いによってインスリンで処理時のIRS1/Grb-2/Sos複合体の形成が抑圧される。IRS1の過剰発現は、乳がんの抗エストロゲン剤耐性とホルモン非依存性に関連している。タモキシフェンはIRS1の機能を阻害し、エストロゲン受容体陽性（ER+）MCF-7細胞株においてIRS1/PI3Kシグナル伝達カスケードを抑圧する。IRS1に対するsiRNAはIRS1の転写産物のレベルを低下させ、MCF-7 ER+細胞におけるIRS1タンパク質の発現を減少させる。IRS1の低下はこれらの細胞の生存を低下させる。siRNA処理の効果は、タモキシフェン処理の効果と相加的である。IGF受容体とエストロゲンの共作用はさまざまな乳がん細胞株の成長を促進するが、IGF1受容体シグナルの増幅によって、MCF-7細胞の形質転換と成長におけるエストロゲンの必要性はなくなる。乳がんにおけるIRS1の過剰発現はエストロゲン要求性を減少させ、この減少は細胞内のIRS1のレベルに依存している。MCF-7やCHO細胞では、エストラジオールはIRS1のプロモーター配列を付加したレポーター遺伝子の発現を上昇させ、ERK1/2とPI3K/Akt経路の活性を増大させる。エストラジオールはIRS1の調節配列に直接作用し、IRS1のmRNAの産生を正に調節する。IRS1がダウンレギュレーションされたMCF-7細胞では、低成長因子・エストロゲン条件下での足場依存的/非依存的な細胞成長の減少と細胞死の開始が観察される。また、乳がん細胞ではmiR-126の発現が低下している。miR-126はIRS1を転写レベルで標的とし、HEK293細胞やMCF-7細胞において細胞周期のG1/G0期からS期への移行を阻害する。IRS1を過剰発現するトランスジェニックマウスでは乳がんの転移が進行し、腫瘍はβ-カテニン経路と関連した上皮扁平分化を示す。IRS1は、in vivoとin vitroの双方でβ-カテニンと相互作用する。IRS1とそのホモログIRS2は、乳がんの進行と転移において異なる役割を果たす。in vivoでの腫瘍形成にはどちらか一方の過剰発現で十分であるが、IRS1が欠損した腫瘍の肺転移の頻度は、IRS2欠損腫瘍と反対に上昇する。IRS2は基本的に乳がんの転移を促進するが、IRS1がダウンレギュレーションされているときにより強い転移能が観察される。IRS1は非浸潤性乳管がん（Ductal carcinoma in situ）で強く発現しており、IRS2は浸潤性腫瘍で上昇している。IRS1の上昇によって、MCF-7細胞はタキソール、エトポシド、ビンクリスチンなど特定の化学療法薬に対して感受性となる。そのため、乳がんの治療においてIRS1は治療薬の有効性の良い指標となる。

## 関連文献
- “IL-4/IL-13 signaling beyond JAK/STAT”. The Journal of Allergy and Clinical Immunology 105 (6 Pt 1):  1063–70. (June 2000). doi:10.1067/mai.2000.107604. PMID 10856136.
- “Lack of Arg972 polymorphism in the IRS1 gene in Parakanã Brazilian Indians”. Human Biology 76 (1):  147–51. (February 2004). doi:10.1353/hub.2004.0015. PMID 15222685.
- “Divergent roles for IRS-1 and IRS-2 in breast cancer metastasis”. Cell Cycle 6 (6):  631–7. (March 2007). doi:10.4161/cc.6.6.3987. PMID 17361103.
- “Oncogenic transformation by the signaling adaptor proteins insulin receptor substrate (IRS)-1 and IRS-2”. Cell Cycle 6 (6):  705–13. (March 2007). doi:10.4161/cc.6.6.4035. PMID 17374994.